# Wahlbezirk Mittelitalien
Der Wahlbezirk Mittelitalien (circoscrizione Italia centrale) ist ein Wahlbezirk (circoscrizione elettorale) für die Wahl der Mitglieder des Europäischen Parlaments für Italien.
Er besteht seit 1979 und umfasst die folgenden Regionen:
- Toskana;
- Umbrien;
- Marken;
- Latium.

## Wahlergebnisse

### Wahl 1979
| Listen                   | Listen                                        | Stimmen   | %    | Mandate |
| ------------------------ | --------------------------------------------- | --------- | ---- | ------- |
|                          | Partito Comunista Italiano                    | 2.593.454 | 36,4 | 6       |
|                          | Democrazia Cristiana                          | 2.260.718 | 31,7 | 5       |
|                          | Partito Socialista Italiano                   | 743.012   | 10,4 | 1       |
|                          | Movimento Sociale Italiano – Destra Nazionale | 393.331   | 5,5  | 1       |
|                          | Partito Socialista Democratico Italiano       | 282.894   | 4,0  | 1       |
|                          | Partito Radicale                              | 263.204   | 3,7  | 1       |
|                          | Partito Repubblicano Italiano                 | 205.916   | 2,9  | 1       |
|                          | Partito Liberale Italiano                     | 187.383   | 2,6  | –       |
|                          | Partito di Unità Proletaria per il Comunismo  | 117.801   | 1,7  | 1       |
|                          | Democrazia Proletaria                         | 48.813    | 0,7  | –       |
|                          | Costituente di Destra – Democrazia Nazionale  | 21.290    | 0,3  | –       |
|                          | Federalismo                                   | 12.301    | 0,2  | –       |
| Gesamt                   | Gesamt                                        | 7.130.117 | 100  | 17      |
|                          |                                               |           |      |         |
| Ungültige Stimmen        | Ungültige Stimmen                             | 191.619   | 2,6  |         |
| Wähler                   | Wähler                                        | 7.321.736 | 89,0 |         |
| Wahlberechtigte          | Wahlberechtigte                               | 8.225.980 |      |         |
|                          |                                               |           |      |         |
| Quelle: Innenministerium |                                               |           |      |         |

Vgl. Ungültige Stimmen: 208.532 statt 191.619.

### Wahl 1984
| Listen                   | Listen                                        | Stimmen   | %    | Mandate |
| ------------------------ | --------------------------------------------- | --------- | ---- | ------- |
|                          | Partito Comunista Italiano                    | 2.975.252 | 41,5 | 7       |
|                          | Democrazia Cristiana                          | 2.087.820 | 29,1 | 5       |
|                          | Partito Socialista Italiano                   | 762.892   | 10,6 | 2       |
|                          | Movimento Sociale Italiano – Destra Nazionale | 469.188   | 6,5  | 1       |
|                          | PLI – PRI                                     | 362.469   | 5,1  | 1       |
|                          | Partito Radicale                              | 213.560   | 3,0  | 1       |
|                          | Partito Socialista Democratico Italiano       | 191.902   | 2,7  | –       |
|                          | Democrazia Proletaria                         | 84.501    | 1,2  | –       |
|                          | Federalismo                                   | 10.039    | 0,1  | –       |
|                          | Liga Veneta                                   | 6.976     | 0,1  | –       |
| Gesamt                   | Gesamt                                        | 7.164.599 | 100  | 17      |
|                          |                                               |           |      |         |
| Ungültige Stimmen        | Ungültige Stimmen                             | 342.089   | 4,6  |         |
| Wähler                   | Wähler                                        | 7.506.688 | 86,2 |         |
| Wahlberechtigte          | Wahlberechtigte                               | 8.713.067 |      |         |
|                          |                                               |           |      |         |
| Quelle: Innenministerium |                                               |           |      |         |

### Wahl 1989
| Listen                   | Listen                                        | Stimmen   | %    | Mandate |
| ------------------------ | --------------------------------------------- | --------- | ---- | ------- |
|                          | Partito Comunista Italiano                    | 2.498.063 | 35,2 | 6       |
|                          | Democrazia Cristiana                          | 2.089.493 | 29,5 | 5       |
|                          | Partito Socialista Italiano                   | 982.654   | 13,9 | 2       |
|                          | Movimento Sociale Italiano – Destra Nazionale | 443.846   | 6,3  | 1       |
|                          | Lista Verde                                   | 273.919   | 3,9  | 1       |
|                          | PLI – PRI                                     | 261.809   | 3,7  | 1       |
|                          | Partito Socialista Democratico Italiano       | 175.172   | 2,5  | –       |
|                          | Verdi Arcobaleno                              | 173.274   | 2,4  | –       |
|                          | Lista Antiproibizionista                      | 89.295    | 1,3  | –       |
|                          | Democrazia Proletaria                         | 84.494    | 1,2  | –       |
|                          | Lega Lombarda                                 | 10.951    | 0,2  | –       |
|                          | Federalismo                                   | 6.927     | 0,1  | –       |
| Gesamt                   | Gesamt                                        | 7.089.897 | 100  | 16      |
|                          |                                               |           |      |         |
| Ungültige Stimmen        | Ungültige Stimmen                             | 510.277   | 6,7  |         |
| Wähler                   | Wähler                                        | 7.600.174 | 84,4 |         |
| Wahlberechtigte          | Wahlberechtigte                               | 9.008.530 |      |         |
|                          |                                               |           |      |         |
| Quelle: Innenministerium |                                               |           |      |         |

### Wahl 1994
| Listen                   | Listen                                             | Stimmen   | %    | Mandate |
| ------------------------ | -------------------------------------------------- | --------- | ---- | ------- |
|                          | Partito Democratico della Sinistra                 | 1.874.146 | 27,6 | 5       |
|                          | Forza Italia                                       | 1.735.976 | 25,6 | 5       |
|                          | Alleanza Nazionale                                 | 1.150.777 | 17,0 | 3       |
|                          | Partito Popolare Italiano                          | 563.456   | 8,3  | 2       |
|                          | Partito della Rifondazione Comunista               | 546.240   | 8,0  | 1       |
|                          | Federazione dei Verdi                              | 216.656   | 3,2  | 1       |
|                          | Patto Segni                                        | 198.300   | 2,9  | –       |
|                          | Lista Pannella – Riformatori                       | 140.980   | 2,1  | 1       |
|                          | Partito Socialista Italiano – Alleanza Democratica | 132.794   | 2,0  | 1       |
|                          | Partito Repubblicano Italiano                      | 67.426    | 1,0  | 1       |
|                          | Lega Nord                                          | 59.035    | 0,9  | –       |
|                          | Partito Socialista Democratico Italiano            | 54.318    | 0,8  | –       |
|                          | La Rete                                            | 20.273    | 0,3  | –       |
|                          | Lega d’Azione Meridionale                          | 13.129    | 0,2  | –       |
|                          | Federalismo                                        | 7.133     | 0,1  | –       |
|                          | Lega Alpina Lumbarda                               | 6.801     | 0,1  | –       |
| Gesamt                   | Gesamt                                             | 6.787.440 | 100  | 20      |
|                          |                                                    |           |      |         |
| Ungültige Stimmen        | Ungültige Stimmen                                  | 403.063   | 5,6  |         |
| Wähler                   | Wähler                                             | 7.190.503 | 76,8 |         |
| Wahlberechtigte          | Wahlberechtigte                                    | 9.362.767 |      |         |
|                          |                                                    |           |      |         |
| Quelle: Innenministerium |                                                    |           |      |         |

### Wahl 1999
| Listen                   | Listen                                                     | Stimmen   | %    | Mandate |
| ------------------------ | ---------------------------------------------------------- | --------- | ---- | ------- |
|                          | Democratici di Sinistra                                    | 1.508.984 | 24,6 | 4       |
|                          | Forza Italia                                               | 1.238.996 | 20,2 | 4       |
|                          | Alleanza Nazionale – Patto Segni                           | 948.972   | 15,4 | 3       |
|                          | Lista Emma Bonino                                          | 463.050   | 7,5  | 1       |
|                          | I Democratici                                              | 380.157   | 6,2  | 1       |
|                          | Partito della Rifondazione Comunista                       | 364.970   | 5,9  | 1       |
|                          | Partito Popolare Italiano                                  | 234.347   | 3,8  | 1       |
|                          | Partito dei Comunisti Italiani                             | 170.339   | 2,8  | 1       |
|                          | Centro Cristiano Democratico                               | 159.004   | 2,6  | –       |
|                          | Socialisti Democratici Italiani                            | 138.013   | 2,2  | 1       |
|                          | Fiamma Tricolore                                           | 125.831   | 2,0  | –       |
|                          | Federazione dei Verdi                                      | 101.387   | 1,6  | –       |
|                          | Cristiani Democratici Uniti                                | 96.280    | 1,6  | –       |
|                          | Rinnovamento Italiano                                      | 52.179    | 0,8  | –       |
|                          | Partito Repubblicano Italiano – Liberali                   | 47.520    | 0,8  | 1       |
|                          | Udeur                                                      | 36.001    | 0,6  | –       |
|                          | Partito Pensionati                                         | 34.254    | 0,6  | –       |
|                          | Lega Nord                                                  | 22.131    | 0,4  | –       |
|                          | Lega d’Azione Meridionale                                  | 6.886     | 0,1  | –       |
|                          | Lega delle Regioni – PSd’Az – Partito Consumatori Italiani | 6.280     | 0,1  | –       |
|                          | Partito Umanista                                           | 6.099     | 0,1  | –       |
|                          | Cobas per l’Autorganizzazione                              | 4.432     | 0,1  | –       |
| Gesamt                   | Gesamt                                                     | 6.146.112 | 100  | 18      |
|                          |                                                            |           |      |         |
| Ungültige Stimmen        | Ungültige Stimmen                                          | 571.673   | 8,5  |         |
| Wähler                   | Wähler                                                     | 6.717.785 | 70,8 |         |
| Wahlberechtigte          | Wahlberechtigte                                            | 9.484.514 |      |         |
|                          |                                                            |           |      |         |
| Quelle: Innenministerium |                                                            |           |      |         |

### Wahl 2004
| Listen                   | Listen                                                | Stimmen   | %    | Mandate |
| ------------------------ | ----------------------------------------------------- | --------- | ---- | ------- |
|                          | Uniti nell’Ulivo                                      | 2.393.369 | 35,8 | 6       |
|                          | Forza Italia                                          | 1.190.602 | 17,8 | 3       |
|                          | Alleanza Nazionale                                    | 986.205   | 14,8 | 2       |
|                          | Partito della Rifondazione Comunista                  | 532.859   | 8,0  | 1       |
|                          | Unione dei Democratici Cristiani                      | 361.936   | 5,4  | 1       |
|                          | Partito dei Comunisti Italiani                        | 223.504   | 3,3  | 1       |
|                          | Lista Emma Bonino                                     | 148.555   | 2,2  | –       |
|                          | Federazione dei Verdi                                 | 140.617   | 2,1  | –       |
|                          | Socialisti Uniti per l’Europa                         | 131.790   | 2,0  | 1       |
|                          | Lista Di Pietro – Occhetto                            | 130.429   | 2,0  | –       |
|                          | Alternativa Sociale                                   | 104.836   | 1,6  | 1       |
|                          | Lista Consumatori                                     | 59.919    | 0,9  | –       |
|                          | Fiamma Tricolore                                      | 59.522    | 0,9  | –       |
|                          | Partito Pensionati                                    | 52.855    | 0,8  | –       |
|                          | Lega Nord                                             | 37.280    | 0,6  | –       |
|                          | Udeur                                                 | 33.880    | 0,5  | –       |
|                          | Verdi Verdi – Abolizione Scorporo – Verdi Federalisti | 29.868    | 0,4  | –       |
|                          | Partito Repubblicano Italiano – I Liberal             | 27.563    | 0,4  | –       |
|                          | Patto Segni-Scognamiglio                              | 17.835    | 0,3  | –       |
|                          | Paese Nuovo – Democrazia Cristiana                    | 8.419     | 0,1  | –       |
|                          | LpA-AL – Liga Fronte Veneto – PSd’Az – UfS            | 7.526     | 0,1  | –       |
| Gesamt                   | Gesamt                                                | 6.679.369 | 100  | 16      |
|                          |                                                       |           |      |         |
| Ungültige Stimmen        | Ungültige Stimmen                                     | 481.153   | 6,7  |         |
| Wähler                   | Wähler                                                | 7.160.522 | 74,4 |         |
| Wahlberechtigte          | Wahlberechtigte                                       | 9.621.843 |      |         |
|                          |                                                       |           |      |         |
| Quelle: Innenministerium |                                                       |           |      |         |

### Wahl 2009
| Listen                   | Listen                                                                | Stimmen   | %    | Mandate |
| ------------------------ | --------------------------------------------------------------------- | --------- | ---- | ------- |
|                          | Il Popolo della Libertà                                               | 2.344.306 | 37,4 | 6       |
|                          | Partito Democratico                                                   | 2.030.062 | 32,3 | 6       |
|                          | Italia dei Valori                                                     | 483.471   | 7,7  | 1       |
|                          | Unione di Centro                                                      | 341.612   | 5,4  | 1       |
|                          | Partito della Rifondazione Comunista – Partito dei Comunisti Italiani | 280.063   | 4,5  | –       |
|                          | Sinistra e Libertà                                                    | 226.180   | 3,6  | –       |
|                          | Lega Nord                                                             | 186.988   | 3,0  | 1       |
|                          | Lista Bonino–Pannella                                                 | 171.186   | 2,7  | –       |
|                          | Fiamma Tricolore                                                      | 63.151    | 1,0  | –       |
|                          | Partito Comunista dei Lavoratori                                      | 54.343    | 0,9  | –       |
|                          | La Destra – MPA – Pensionati – ADC                                    | 41.485    | 0,7  | –       |
|                          | Forza Nuova                                                           | 40.793    | 0,6  | –       |
|                          | Liberaldemocratici – MAIE                                             | 12.466    | 0,2  | –       |
| Gesamt                   | Gesamt                                                                | 6.276.106 | 100  | 15      |
|                          |                                                                       |           |      |         |
| Ungültige Stimmen        | Ungültige Stimmen                                                     | 343.112   | 5,2  |         |
| Wähler                   | Wähler                                                                | 6.619.218 | 67,9 |         |
| Wahlberechtigte          | Wahlberechtigte                                                       | 9.743.719 |      |         |
|                          |                                                                       |           |      |         |
| Quelle: Innenministerium |                                                                       |           |      |         |

### Wahl 2014
| Listen                   | Listen                                | Stimmen   | %    | Mandate |
| ------------------------ | ------------------------------------- | --------- | ---- | ------- |
|                          | Partito Democratico                   | 2.657.892 | 46,6 | 7       |
|                          | Movimento 5 Stelle                    | 1.243.070 | 21,8 | 3       |
|                          | Forza Italia                          | 841.276   | 14,7 | 2       |
|                          | L’Altra Europa con Tsipras            | 269.286   | 4,7  | 1       |
|                          | Fratelli d’Italia                     | 261.216   | 4,6  | –       |
|                          | Nuovo Centrodestra – Unione di Centro | 200.117   | 3,5  | –       |
|                          | Lega Nord                             | 122.509   | 2,1  | 1       |
|                          | Verdi Europei – Green Italia          | 44.799    | 0,8  | –       |
|                          | Italia dei Valori                     | 29.226    | 0,5  | –       |
|                          | Scelta Europea                        | 28.451    | 0,5  | –       |
|                          | Io Cambio – MAIE                      | 9.139     | 0,2  | –       |
| Gesamt                   | Gesamt                                | 5.706.981 | 100  | 14      |
|                          |                                       |           |      |         |
| Ungültige Stimmen        | Ungültige Stimmen                     | 247.983   | 4,2  |         |
| Wähler                   | Wähler                                | 5.954.964 | 61,0 |         |
| Wahlberechtigte          | Wahlberechtigte                       | 9.769.495 |      |         |
|                          |                                       |           |      |         |
| Quelle: Innenministerium |                                       |           |      |         |

### Wahl 2019
| Listen                   | Listen                                          | Stimmen   | %    | Mandate |
| ------------------------ | ----------------------------------------------- | --------- | ---- | ------- |
|                          | Lega per Salvini Premier                        | 1.848.005 | 33,4 | 6       |
|                          | Partito Democratico – Siamo Europei             | 1.488.260 | 26,9 | 4       |
|                          | Movimento 5 Stelle                              | 882.802   | 15,9 | 2       |
|                          | Fratelli d’Italia                               | 385.962   | 7,0  | 1       |
|                          | Forza Italia                                    | 345.788   | 6,2  | 2       |
|                          | +Europa – Italia in Comune – PDE Italia         | 167.206   | 3,0  | –       |
|                          | La Sinistra                                     | 123.396   | 2,2  | –       |
|                          | Europa Verde                                    | 120.429   | 2,2  | –       |
|                          | Partito Comunista                               | 69.423    | 1,3  | –       |
|                          | Partito Animalista Italiano                     | 31.340    | 0,6  | –       |
|                          | CasaPound – Destre Unite                        | 25.430    | 0,5  | –       |
|                          | Il Popolo della Famiglia – Alternativa Popolare | 19.619    | 0,4  | –       |
|                          | Partito Pirata                                  | 13.029    | 0,2  | –       |
|                          | Popolari per l’Italia                           | 11.844    | 0,2  | –       |
|                          | Forza Nuova                                     | 6.750     | 0,1  | –       |
| Gesamt                   | Gesamt                                          | 5.539.283 | 100  | 15      |
|                          |                                                 |           |      |         |
| Ungültige Stimmen        | Ungültige Stimmen                               | 168.051   | 2,9  |         |
| Wähler                   | Wähler                                          | 5.707.334 | 58,3 |         |
| Wahlberechtigte          | Wahlberechtigte                                 | 9.781.720 |      |         |
|                          |                                                 |           |      |         |
| Quelle: Innenministerium |                                                 |           |      |         |

| Listen                              | Listen                   | Kandidaten             | Stimmen |
| ----------------------------------- | ------------------------ | ---------------------- | ------- |
|                                     | Lega per Salvini Premier | ⭯ Matteo Salvini       | 517.966 |
| Susanna Ceccardi                    | Lega per Salvini Premier | 48.296                 |         |
| Antonio Maria Rinaldi               | Lega per Salvini Premier | 48.178                 |         |
| Anna Bonfrisco                      | Lega per Salvini Premier | 39.411                 |         |
| Simona Renata Baldassarre           | Lega per Salvini Premier | 35.380                 |         |
| Luisa Regimenti                     | Lega per Salvini Premier | 34.962                 |         |
| Matteo Adinolfi                     | Lega per Salvini Premier | 32.606                 |         |
|                                     | Partito Democratico      | Simona Bonafè          | 169.438 |
| a Pietro Bartolo                    | Partito Democratico      | 140.052                |         |
| David Sassoli                       | Partito Democratico      | 128.572                |         |
| Massimiliano Smeriglio              | Partito Democratico      | 73.061                 |         |
| Roberto Gualtieri                   | Partito Democratico      | 67.389                 |         |
|                                     | Movimento 5 Stelle       | Fabio Massimo Castaldo | 43.601  |
| Daniela Rondinelli                  | Movimento 5 Stelle       | 41.200                 |         |
|                                     | Fratelli d’Italia        | ⭯ Giorgia Meloni       | 130.159 |
| Nicola Procaccini                   | Fratelli d’Italia        | 45.331                 |         |
|                                     | Forza Italia             | Antonio Tajani         | 69.026  |
| Salvatore De Meo                    | Forza Italia             | 22.813                 |         |
|                                     |                          |                        |         |
| ⭯ : Verzicht auf den Sitz           |                          |                        |         |
| Option a: Inselitalien              |                          |                        |         |
|                                     |                          |                        |         |
| Quelle: Corte suprema di cassazione |                          |                        |         |

### Wahl 2024
| Listen                   | Listen                      | Stimmen   | %    | Mandate |
| ------------------------ | --------------------------- | --------- | ---- | ------- |
|                          | Fratelli d’Italia           | 1.499.433 | 31,0 | 5       |
|                          | Partito Democratico         | 1.288.280 | 26,6 | 5       |
|                          | Movimento 5 Stelle          | 457.820   | 9,5  | 2       |
|                          | Alleanza Verdi e Sinistra   | 366.221   | 7,6  | 1       |
|                          | Forza Italia – Noi Moderati | 338.470   | 7,0  | 1       |
|                          | Lega per Salvini Premier    | 323.258   | 6,7  | 1       |
|                          | Stati Uniti d’Europa        | 193.565   | 4,0  | –       |
|                          | Azione – Siamo Europei      | 150.273   | 3,1  | –       |
|                          | Pace Terra Dignità          | 130.177   | 2,7  | –       |
|                          | Democrazia Sovrana Popolare | 36.223    | 0,7  | –       |
|                          | Libertà                     | 31.206    | 0,6  | –       |
|                          | Alternativa Popolare        | 23.874    | 0,5  | –       |
| Gesamt                   | Gesamt                      | 4.838.800 | 100  | 15      |
|                          |                             |           |      |         |
| Ungültige Stimmen        | Ungültige Stimmen           | 233.012   | 4,6  |         |
| Wähler                   | Wähler                      | 5.071.812 | 51,7 |         |
| Wahlberechtigte          | Wahlberechtigte             | 9.808.951 |      |         |
|                          |                             |           |      |         |
| Quelle: Innenministerium |                             |           |      |         |

| Listen                               | Listen                    | Kandidaten         | Stimmen |
| ------------------------------------ | ------------------------- | ------------------ | ------- |
|                                      | Fratelli d’Italia         | ⭯ Giorgia Meloni   | 616.822 |
| Nicola Procaccini                    | Fratelli d’Italia         | 125.423            |         |
| Marco Squarta                        | Fratelli d’Italia         | 54.774             |         |
| Carlo Ciccioli                       | Fratelli d’Italia         | 51.040             |         |
| Antonella Sberna                     | Fratelli d’Italia         | 49.410             |         |
| Francesco Torselli                   | Fratelli d’Italia         | 43.684             |         |
|                                      | Partito Democratico       | ⭯ Elly Schlein     | 172.575 |
| Nicola Zingaretti                    | Partito Democratico       | 131.671            |         |
| Dario Nardella                       | Partito Democratico       | 119.456            |         |
| Matteo Ricci                         | Partito Democratico       | 106.482            |         |
| Camilla Laureti                      | Partito Democratico       | 64.755             |         |
| Marco Tarquinio                      | Partito Democratico       | 43.945             |         |
|                                      | Movimento 5 Stelle        | Carolina Morace    | 32.782  |
| Dario Tamburrano                     | Movimento 5 Stelle        | 13.605             |         |
|                                      | Alleanza Verdi e Sinistra | Ignazio Marino     | 51.184  |
|                                      | Forza Italia              | ⭯ Antonio Tajani   | 99.691  |
| Salvatore De Meo                     | Forza Italia              | 40.822             |         |
|                                      | Lega per Salvini Premier  | a Roberto Vannacci | 117.475 |
| Susanna Ceccardi                     | Lega per Salvini Premier  | 34.238             |         |
|                                      |                           |                    |         |
| ⭯ : Verzicht auf den Sitz            |                           |                    |         |
| Option a: Wahlbezirk Nordwestitalien |                           |                    |         |
|                                      |                           |                    |         |
| Quelle: Corte suprema di cassazione  |                           |                    |         |